# 法內斯山脈

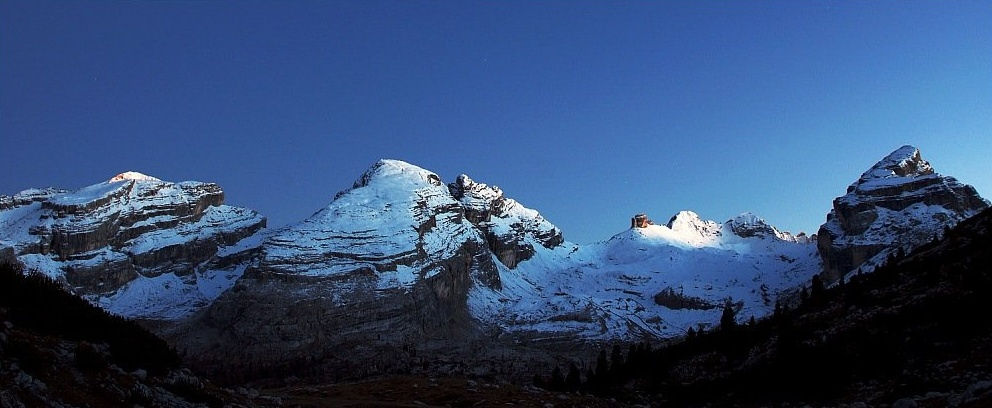

46°35′13″N 11°59′18″E / 46.58694°N 11.98833°E
法內斯山脈（義大利語：Gruppo di Fanis），是意大利的山脈，位於該國東北部，處於博爾扎諾-南蒂羅爾自治省和貝盧諾省接壤的邊界，屬於多洛米蒂山的一部分，最高點是海拔高度3,064米的昆圖林斯峰。